# عين الدين
عين الدين هي قرية واقعة في قسم أوجان الشرقي الريفي في ناحية تيكمداش في مقاطعة بستان أباد في محافظة أذربيجان الشرقية، ويبلغ عدد سكانها 2,397 نسمة مقسمين على 510 عائلة وذلك وفقاً لاحصاء سنة 2006.